# NGC 6891
NGC 6891 ist ein planetarischer Nebel im Sternbild Delphin. NGC 6891 hat eine Winkelausdehnung von 0,35' und eine scheinbare Helligkeit von 10,5 mag.
Das Objekt wurde am 22. September 1884 von dem schottischen Astronomen Ralph Copeland entdeckt.